# Microkayla kallawaya
Microkayla kallawaya is een kikker uit de familie Craugastoridae. De soort komt voor in Bolivia. Microkayla kallawaya wordt bedreigd door het verlies van habitat.